# Amphipholis strata
Amphipholis strata är en ormstjärneart som beskrevs av Ole Theodor Jensen Mortensen 1933. Amphipholis strata ingår i släktet Amphipholis och familjen trådormstjärnor. Inga underarter finns listade i Catalogue of Life.